# دهستان فسارود
دهستان فسارود، یکی از دهستان‌های بخش فسارود شهرستان داراب در استان فارس ایران است. مرکز این دهستان، روستای مادوان است.

## جمعیت
بر پایه سرشماری عمومی نفوس و مسکن در سال ۱۳۹۵، جمعیت دهستان فسارود برابر با ۷٬۸۱۹ نفر بوده‌است.